# Imamzade

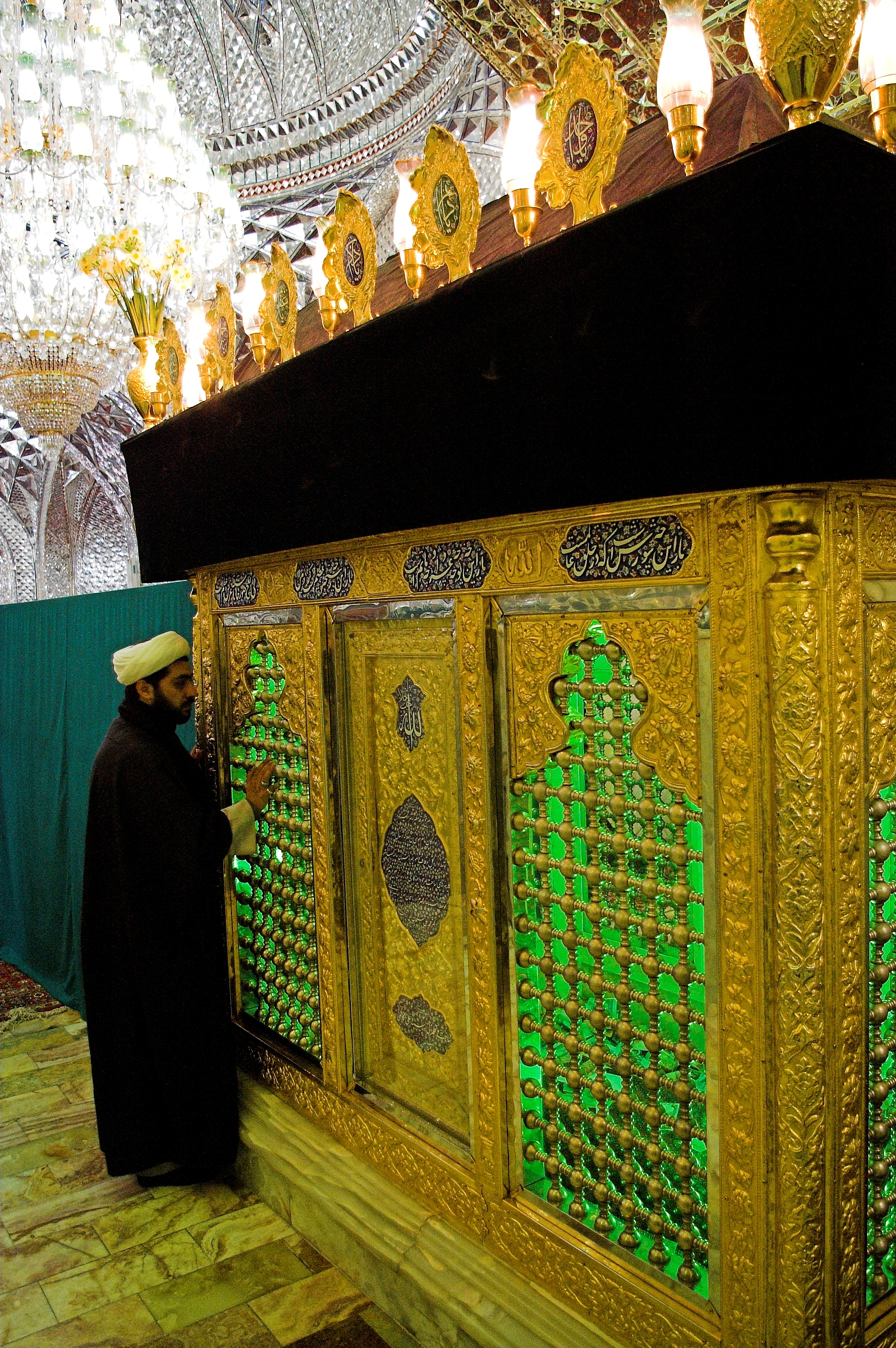
Im Inneren des Imamzade Hamza am Grab von Hamza (dem Sohn von Mūsā al-Kāzim) in Täbriz

Imamzade oder Imāmzādeh (persisch امامزاده, IPA: [ɛmɑmzɑdɛ]) ist das persische Wort für „Nachkomme eines Imams“, womit die Nachkommen der Zwölf Imame der Schiiten gemeint sind. Dazu zählen sowohl Kinder als auch Kindeskinder und deren Nachfahren. Zuweilen werden auch weibliche Nachkommen als Imamzade geehrt.

## Gebäude
Mit dem Begriff wird auch der Schrein oder das Mausoleum bezeichnet, in dem ein solcher Nachkomme eines Imams begraben liegt. Viele solcher Gebäudekomplexe befinden sich im Iran, auch im Irak und in Afghanistan. Ihre Architektur und Innenausstattung sind in der Regel sehr aufwendig gestaltet. Es sind meist schiitische Zentren und Pilgerstätten für den Ziyāra (Besuch) für die regionale Bevölkerung. Auch das Imam Chomeini Mausoleum in Teheran kann, da er ein Sayyid war, als Imamzade charakterisiert werden. Das Amt für fromme Stiftungen (Sāzmān-e awqāf) bezifferte im Jahr 1973 die Anzahl der Imamzades in Persien auf 1.059.

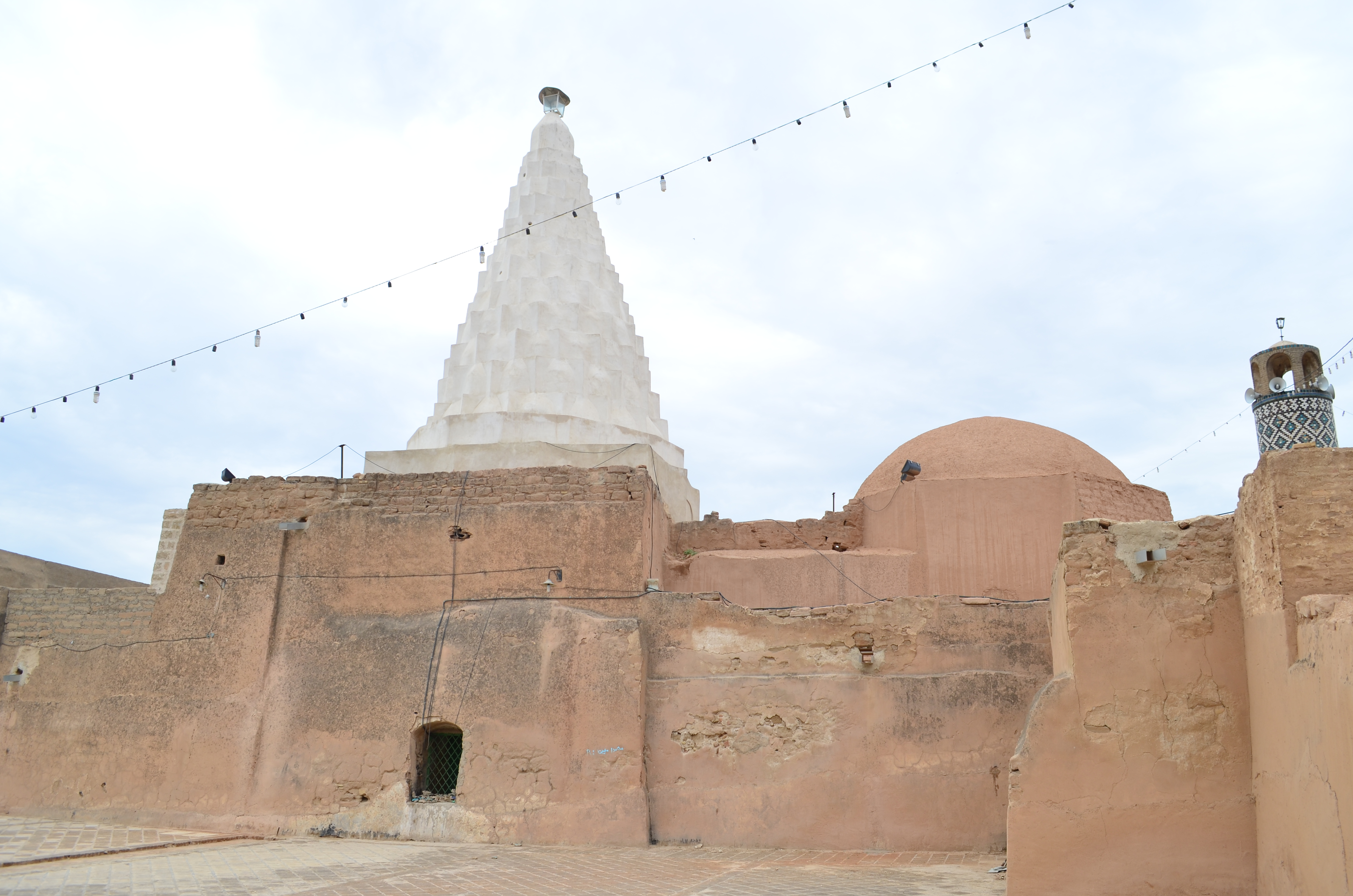
Imamzadeh Abdollah (Schrein), Schuschtar

Allama Madschlisi, einer der bekanntesten schiitischen Gelehrten aus der Zeit der Safawiden, ermutigt die Gläubigen diese Gräber und Gebäude zu besuchen. Er merkt in seinem Pilgerhandbuch Geschenk für die Pilger (Tuhfatul-Za'er) unter anderem an, dass man beim Besuch der Grabstätten die Segnung empfangen werde.